# Harry G. Leslie
Harry Guyer Leslie (* 6. April 1878 in West Lafayette, Indiana; † 10. Dezember 1937 in Miami, Florida) war ein US-amerikanischer Politiker und zwischen 1929 und 1933 der 33. Gouverneur von Indiana.

## Frühe Jahre
Das genaue Geburtsdatum von Harry Leslie ist in den Quellen unterschiedlich angegeben. Die County History von Indiana nennt den 6. April 1878 als Geburtsdatum, während die National Governor Association vom 6. August dieses Jahres ausgeht. Leslie besuchte nach der Schule die Purdue University. Dort gehörte er dem Football-Team an. Im Jahr 1903 erlitt er bei einem Eisenbahnunglück schwere Verletzungen, bei dem 16 seiner Mannschaftskameraden ums Leben kamen. Nach seiner Genesung konnte er 1905 an der Universität graduieren. Anschließend studierte er an der University of Indiana Jura. Nach seinem Examen und der obligatorischen Zulassung als Anwalt praktizierte er in Lafayette in Indiana. Leslie war Mitglied der Republikanischen Partei. Zwischen 1913 und 1917 war er Kämmerer im Tippecanoe County. Gleichzeitig war er als Farmer und Bankdirektor tätig. Von 1923 bis 1927 war er Abgeordneter im Landesparlament von Indiana. Während der letzten beiden Jahre war er sogar Präsident der Kammer (Speaker). Im Jahr 1928 wurde er als Kandidat seiner Partei zum neuen Gouverneur gewählt.

## Gouverneur von Indiana
Leslie trat seine vierjährige Amtszeit am 14. Januar 1929 an. Fast seine ganze Regierungszeit war überschattet von der großen Wirtschaftskrise, die sich als Folge des New Yorker Börsenkrachs vom Oktober 1929 über die gesamte westliche Welt ausbreitete. Auch in Indiana führte die wirtschaftliche Depression zu Bankenkrisen, hoher Arbeitslosigkeit und entsprechender Unzufriedenheit in der Arbeiterschaft. Es kam sogar zu Arbeiterunruhen. Darüber hinaus sorgte eine Dürre für eine Verschärfung der Lage. Der Gouverneur reagierte mit Steuersenkungen und der Kürzung der Staatsausgaben. Das war ein erster Ansatz zur Überwindung der Krise. Allerdings gelang es Leslie damals nicht, die Lage unter Kontrolle zu bringen. Diese erreichte um 1932 ihren Höhepunkt und sollte erst im weiteren Verlauf der 1930er Jahre mit Hilfe der Bundespolitik und der New-Deal-Politik von Präsident Franklin D. Roosevelt überwunden werden.

## Weiterer Lebenslauf
Nach dem Ende seiner Amtszeit im Januar 1933 war Harry Leslie beim Aufbau der Standard Life Insurance Gesellschaft beteiligt, deren Präsident er später wurde. Leslie starb im Dezember 1937 in Florida und wurde in Indianapolis beigesetzt. Er war mit Martha Morgan verheiratet, mit der er drei Kinder hatte.